# Regionalwahl in Apulien 1970
Die Regionalwahl in Apulien 1970 fand am 7. und 8. Juni statt.

## Wahlergebnis
| Listen            | Listen                                           | Stimmen   | %    | Mandate |
| ----------------- | ------------------------------------------------ | --------- | ---- | ------- |
|                   | Democrazia Cristiana                             | 766.254   | 41,3 | 22      |
|                   | Partito Comunista Italiano                       | 488.709   | 26,3 | 14      |
|                   | Partito Socialista Italiano                      | 197.519   | 10,6 | 5       |
|                   | Movimento Sociale Italiano                       | 162.136   | 8,7  | 4       |
|                   | Partito Socialista Unitario                      | 76.116    | 4,1  | 2       |
|                   | Partito Liberale Italiano                        | 56.140    | 3,0  | 1       |
|                   | Partito Socialista Italiano di Unità Proletaria  | 44.998    | 2,4  | 1       |
|                   | Partito Repubblicano Italiano                    | 43.506    | 2,3  | 1       |
|                   | Partito Democratico Italiano di Unità Monarchica | 18.009    | 1,0  | –       |
|                   | Unabhängigen                                     | 2.047     | 0,1  | –       |
|                   | Partito Nazionale Democratico                    | 997       | 0,1  | –       |
| Gesamt            | Gesamt                                           | 1.856.431 | 100  | 50      |
|                   |                                                  |           |      |         |
| Ungültige Stimmen | Ungültige Stimmen                                | 91.503    | 4,7  |         |
| Wähler            | Wähler                                           | 1.947.934 | 88,7 |         |
| Wahlberechtigte   | Wahlberechtigte                                  | 2.195.877 |      |         |